# Hypostomus piratatu
 Hypostomus piratatu és una espècie de peix de la família dels loricàrids i de l'ordre dels siluriformes.

## Morfologia
Els mascles poden assolir els 27,5 cm de longitud total.

## Distribució geogràfica
Es troba a Sud-amèrica: afluents orientals del riu Paraguai.